# فلمینگ اهلبرگ
فلمینگ اهلبرگ (دانمارکی: Flemming Ahlberg؛ زادهٔ ۲۳ november ۱۹۴۶ (۷۸ سال)) بازیکن فوتبال اهل دانمارک بود.
وی همچنین در تیم‌های ملی فوتبال زیر ۲۱ سال دانمارک و دانمارک بازی کرده‌است.